# Palashbari
Palashbari (en bengali : পলাশবাড়ী) est une upazila du Bangladesh dans le district de Gaibandha. En 1991, on y dénombrait 210 806 habitants.